# Megalocolus anupamus
Megalocolus anupamus är en stekelart som beskrevs av T.C. Narendran 1989. Megalocolus anupamus ingår i släktet Megalocolus och familjen bredlårsteklar. Inga underarter finns listade i Catalogue of Life.